# 小行星21548
小行星21548（21548 Briekugler）是一颗绕太阳运转的小行星，为主小行星带小行星。该小行星于1998年8月17日发现。

## 轨道参数
小行星21548的轨道半长轴为2.5349458 UA，离心率为0.023。